# Azuré porte-queue
Lampides boeticus
Espèce
Statut de conservation UICN

 LC : Préoccupation mineure
L’Azuré porte-queue (Lampides boeticus) est une espèce de lépidoptères de la famille des Lycaenidae. Ce petit papillon migrateur a une aire de répartition particulièrement étendue, couvrant l'Afrique, le Sud de l'Europe et de l'Asie, et l'Océanie.

## Noms vernaculaires
- En français : actuellement l’Azuré porte-queue. Il existe plusieurs noms plus anciens : l'Argus porte-queue, le Porte-queue bleu strié, le Strié, le Polyommate boéticus, le Polyommate strié[1],[2].
- En anglais : Long-tailed Blue, Pea-pod Argus ou Pea Blue[3].
- En allemand : Großer Wanderbläuling[4].
- En espagnol : Canela Estriada[3].

## Description
L'imago de Lampides boeticus est un petit papillon qui a en moyenne de 2,5 à 4 cm d'envergure. 

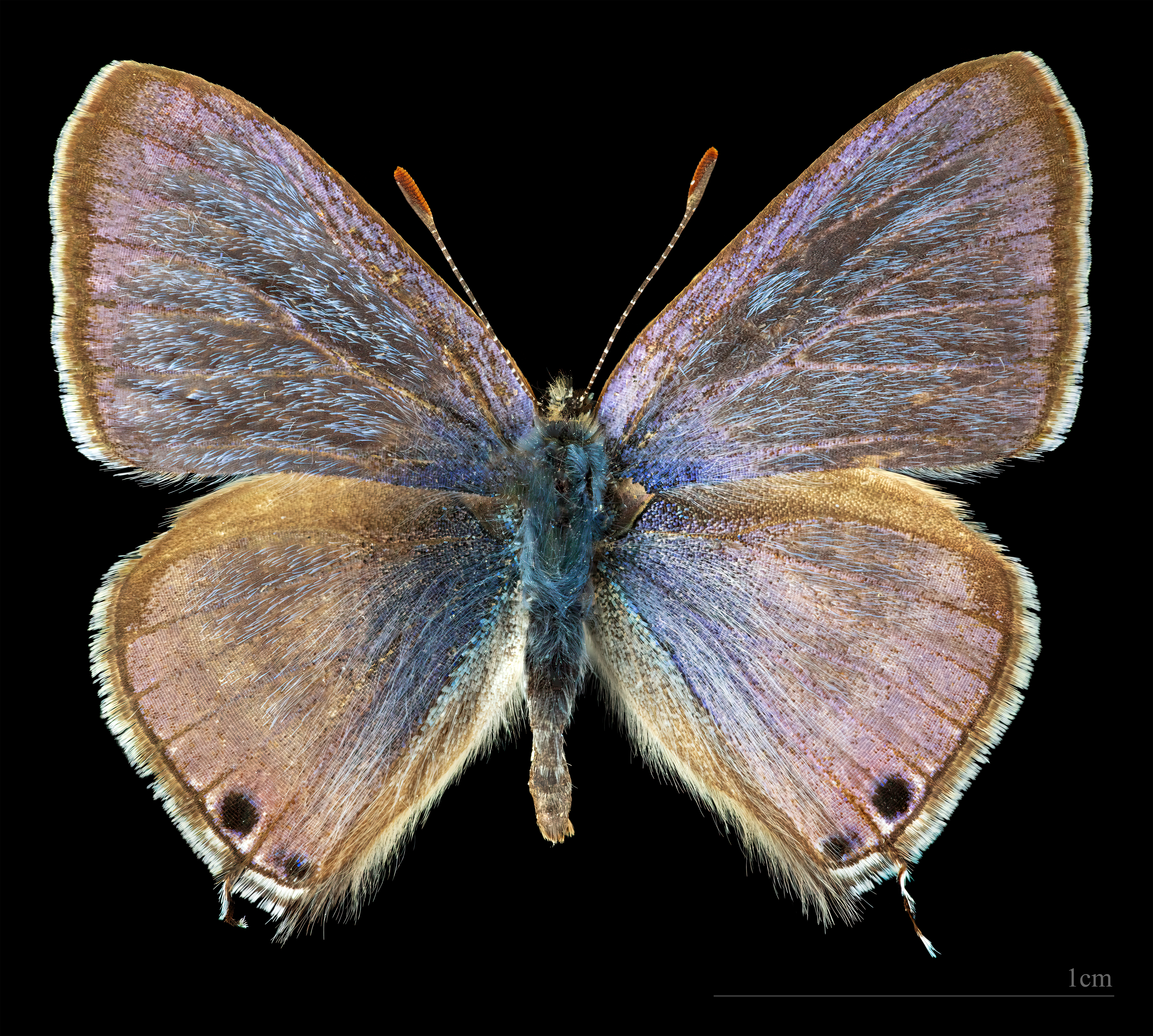
Lampides boeticus ♂  MHNT
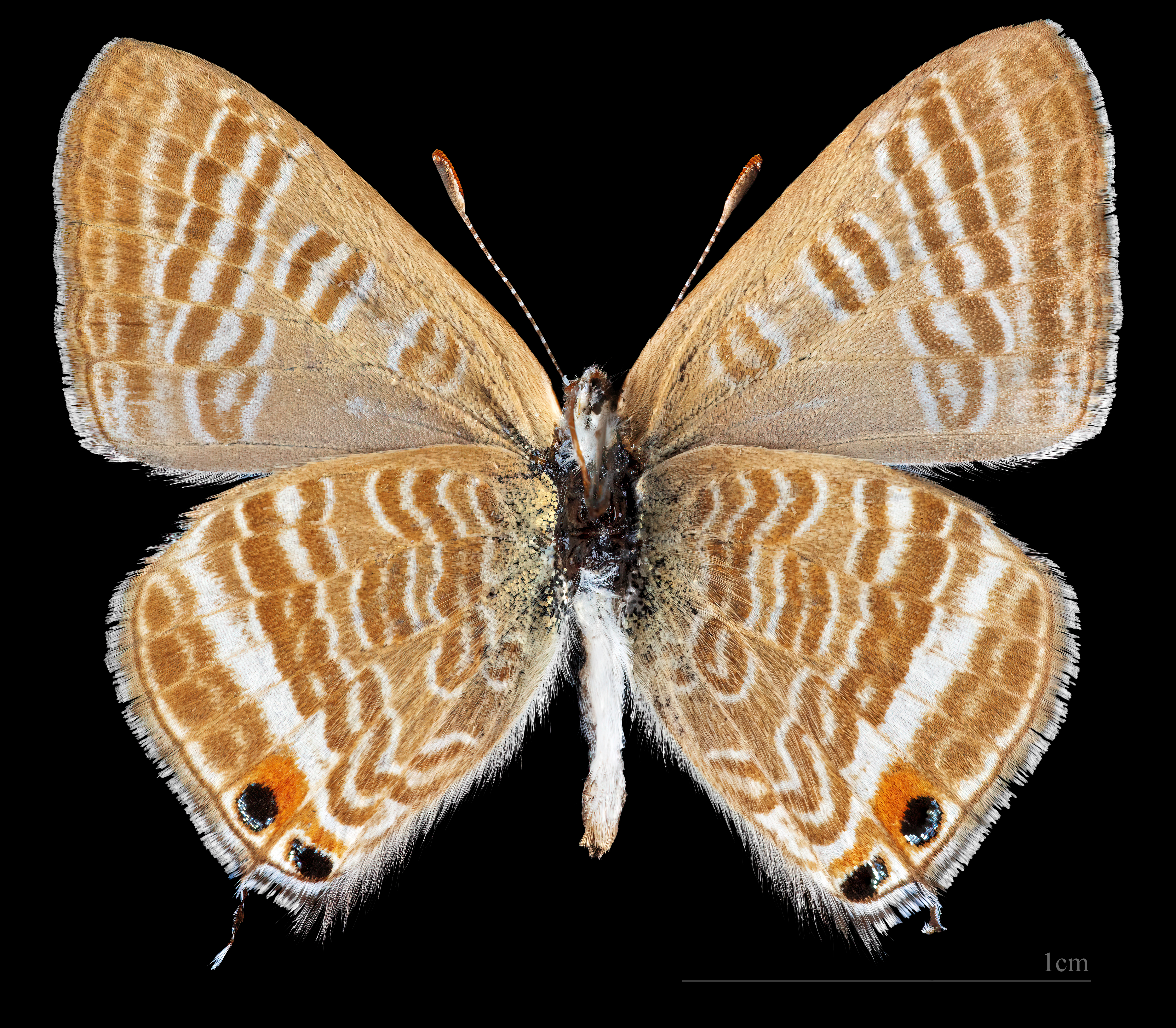
Lampides boeticus ♂  △

Ce papillon présente un dimorphisme sexuel de couleur : le dessus du mâle est bleu violet, tandis que celui de la femelle est marron suffusé de bleu. Les deux sexes ont aux ailes postérieures les mêmes queues en n2 et deux points noirs à l'angle anal.
Le revers est ocre et orné de marques blanches et à l'aile postérieure de taches marginales orange à l'angle anal.

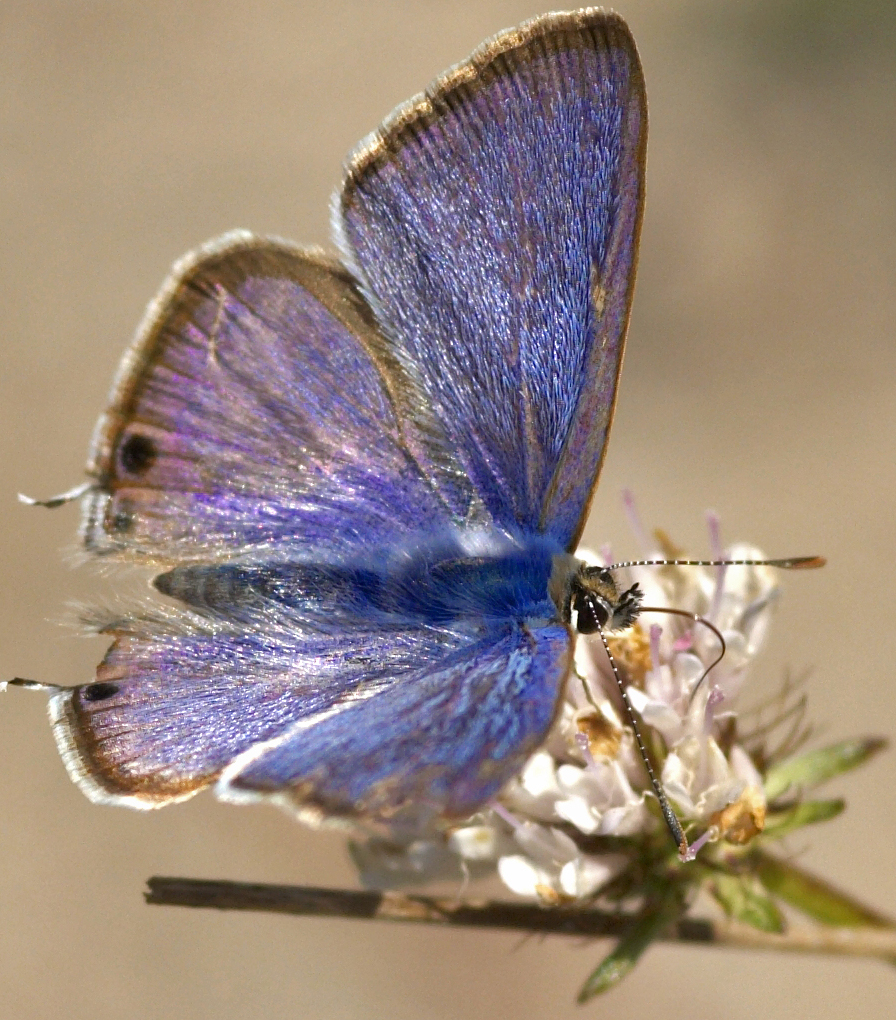
Dessus d'un mâle.
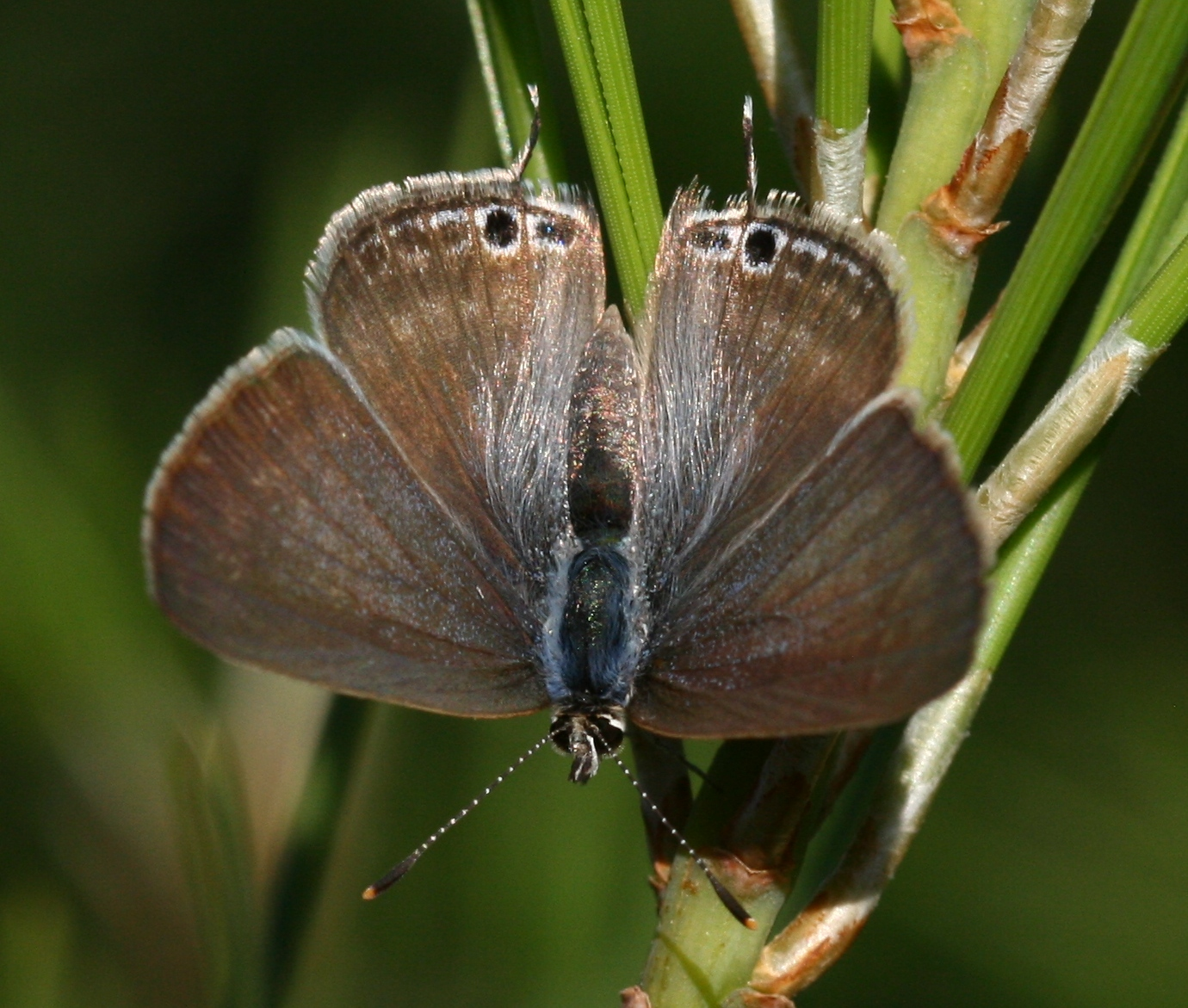
Dessus d'une femelle.
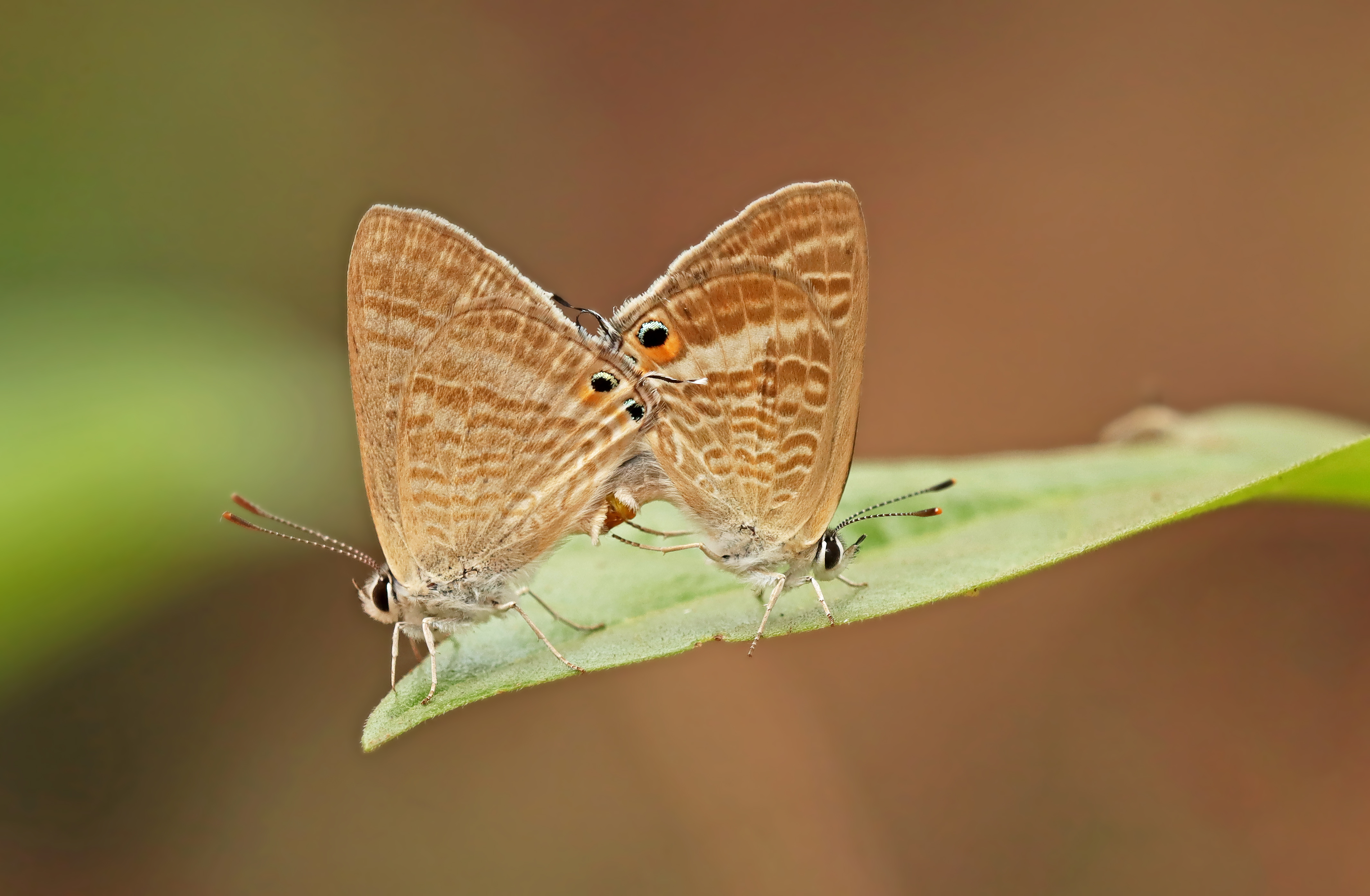
Accouplement.
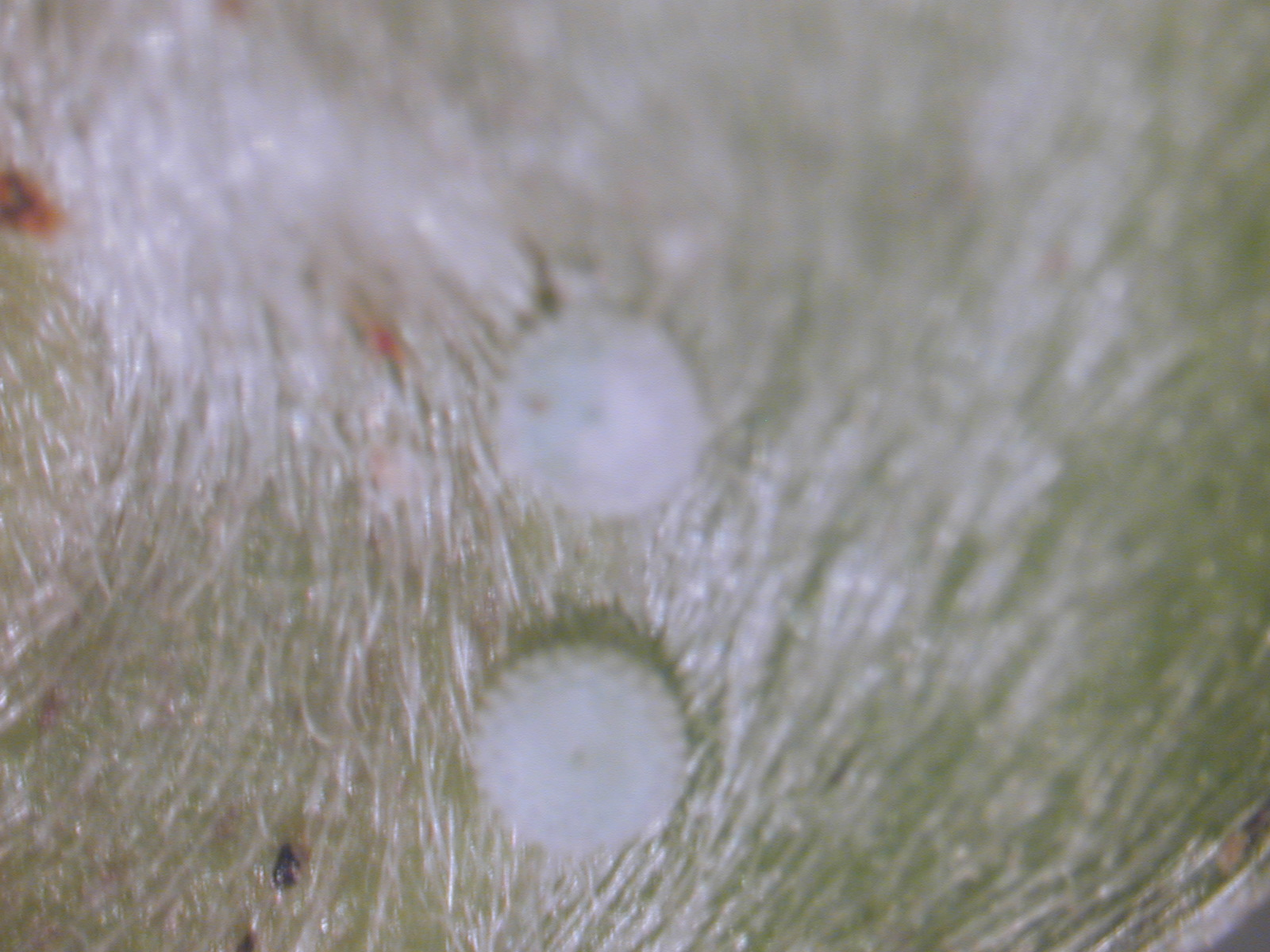
Œufs.
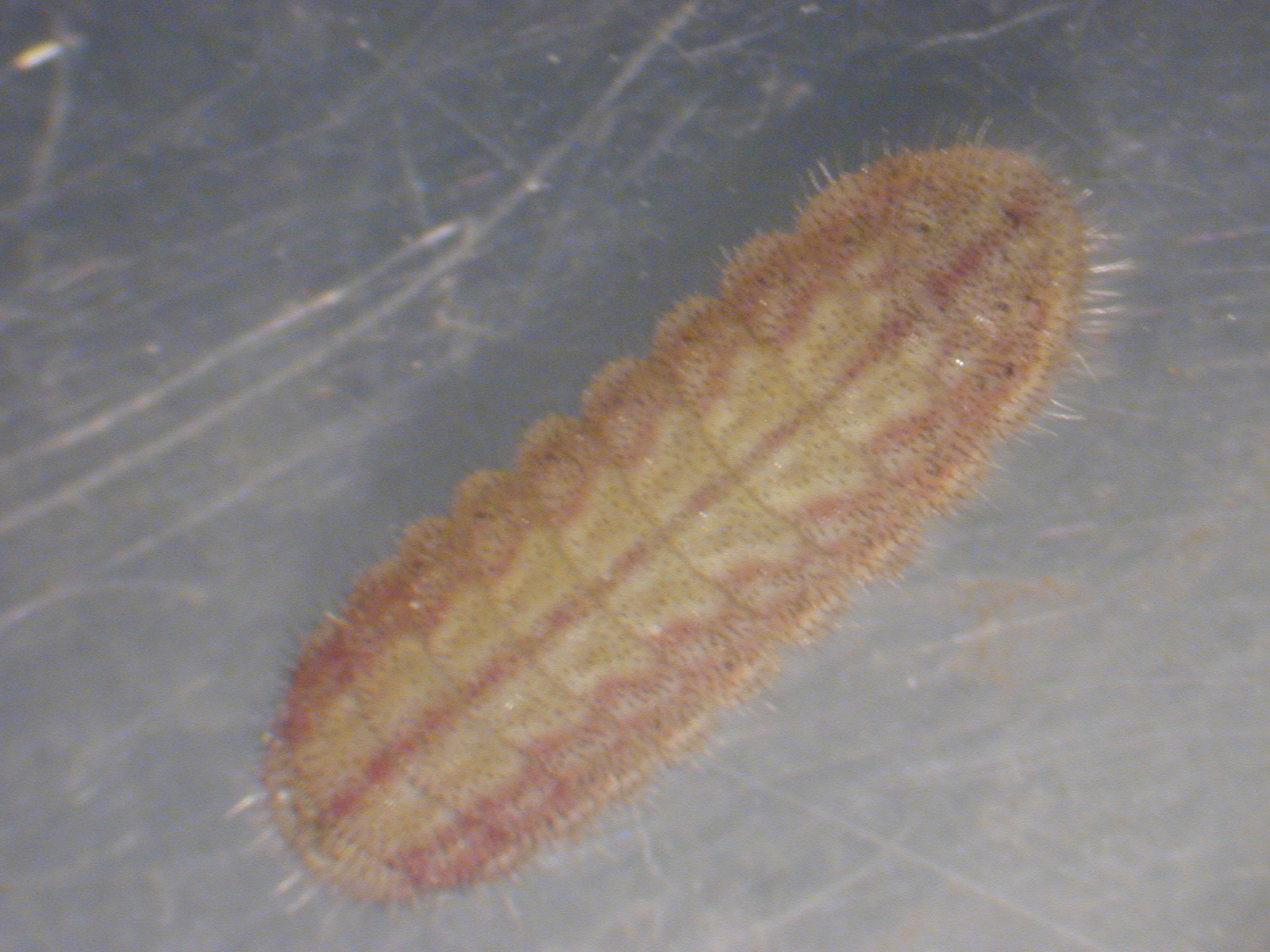
Chenille.

### Espèces ressemblantes
En Europe, le revers des ailes de Lampides boeticus peut être confondu avec ceux de Leptotes pirithous et Cacyreus marshalli.

## Biologie

### Phénologie
Il vole en plusieurs générations, de février à novembre en Europe, et toute l'année aux îles Canaries.

### Plantes hôtes et myrmécophilie
Ses plantes hôtes sont de très nombreuses Fabacées, par exemple Colutea arborescens (le baguenaudier), Pisum sativum (le pois cultivé) et Phaseolus vulgaris (le haricot),.
La chenille est « soignée  » par des fourmis, Lasius niger, Camponotus cruentatus, Camponotus sylvaticus, Camponotus foreli, Prenoleis clandestina et Tapinoma melanocephalum.

## Écologie et distribution

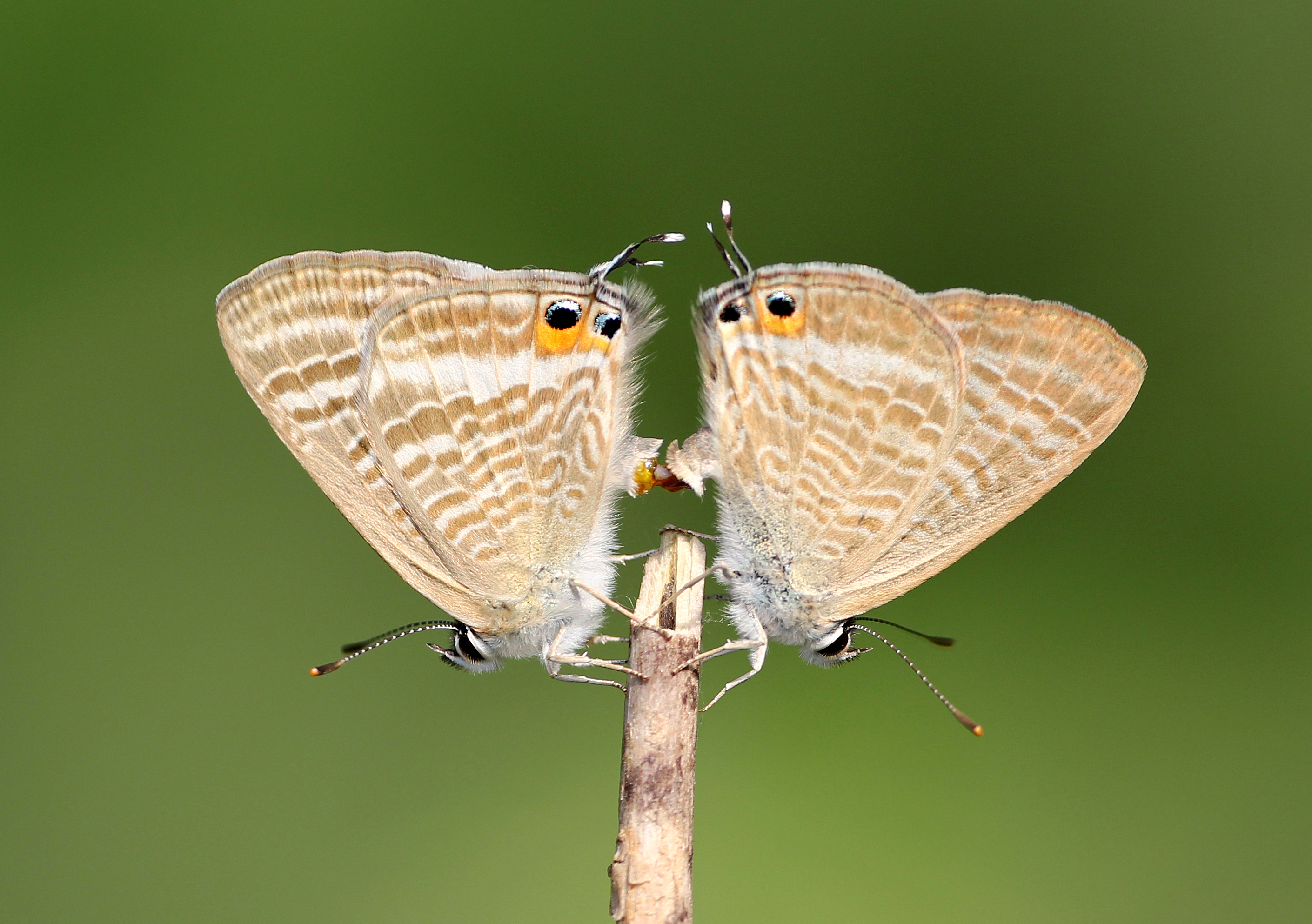
Accouplement d'azurés porte-queue. Mars 2014.

Il est présent dans toute l'Afrique, dans la partie sud de l'Espagne, de la France, de l'Italie, les îles et les côtes méditerranéennes, la Turquie, tout le sud de l'Asie, l'Australie,, les États fédérés de Micronésie.
En Europe, il est migrateur sur le reste de l'Espagne, de la France, de l'Italie, en Belgique, Hollande, Suisse, Allemagne, jusqu'au 54°N, rarement en Angleterre,.
En France métropolitaine, il serait résident dans les départements qui bordent la Méditerranée et migrateur dans tous les autres.
Il est présent aux Mascareignes (donc à La Réunion).
En Asie, il est aussi migrateur ; c'est le seul Lycaenidae reconnu migrateur en Inde.

### Biotope
Son habitat est varié : friches, cultures, jardins d'agrément.

## Systématique
L'espèce aujourd'hui appelée Lampides boeticus a été décrite par le naturaliste suédois Carl von Linné en 1767 sous le nom initial de Papilio boeticus. 
Au sein de l'ordre des lépidoptères, elle est classée dans la famille des Lycaenidae, la sous-famille des Polyommatinae et la tribu des Polyommatini. 
Elle est l'espèce type du genre Lampides Hübner, [1819], et actuellement son unique espèce. 

### Synonymes
Selon FUNET Tree of Life (19 avril 2019) :
- Papilio boeticus Linnaeus, 1767 — protonyme
- Papilio damoetes Fabricius, 1775
- Papilio coluteae Fuessly, 1775
- Papilio archias Cramer, [1777]
- Papilio pisorum Fourcroy, 1785
- Papilio boetica Fabricius, 1793
- Polyommatus bagus Distant, 1886
- Polyommatus yanagawensis Hori, 1923
- Lampides obsoleta Evans, [1925]
- Lampides infuscata Querci, 1932
- Lampides anamariae Gómez Bustillo, 1973

## Protection
Pas de statut de protection particulier.

## Philatélie
Le Vanuatu en 1990 et le Sultanat d'Oman en 2000 lui ont dédié un timbre,.